# Grażyna Kłobus
Grażyna Kłobus – polska biolog, dr hab. nauk biologicznych, profesor zwyczajny Instytutu Biologii Eksperymentalnej Wydziału Nauk Biologicznych Uniwersytetu Wrocławskiego.

## Życiorys
W 1974 ukończyła studia biologiczne na Uniwersytecie Wrocławskim, 1 czerwca 1978 obroniła pracę doktorską, 28 października 1996 habilitowała się na podstawie oceny dorobku naukowego i pracy zatytułowanej Rola wybranych aktywności enzymatycznych związanych z plazmalemmą w transporsie azotanów do komórek korzeni Cucumis sarivus L. 18 kwietnia 2005 nadano jej tytuł profesora w zakresie nauk biologicznych.
Została zatrudniona na stanowisku dyrektora Instytutu Biologii Roślin Wydziału Nauk Biologicznych Uniwersytetu Wrocławskiego, oraz członka Komitetu Fizjologii, Genetyki i Hodowli Roślin II Wydziału Nauk Biologicznych i Rolniczych Polskiej Akademii Nauk.
Pełni funkcję profesora zwyczajnego w Instytucie Biologii Eksperymentalnej na Wydziale Nauk Biologicznych Uniwersytetu Wrocławskiego.

## Publikacje
- Aktywność fotosyntetyczna roślin typu C3 i C4 w warunkach stresu solnego[1]
- Antioxidant Defence in C3 and C4 Plants under Salinity[1]
- 2005: Antioxidant defense in C3 and C4 plants under salinty stress[1]
- 2007: Comparative study of the active cadmium efflux systems operating at the plasma membrane and tonoplast of cucumber root cells[1]
- 2007: Modification of plasma membrane and vacuolar H+-ATPases in response to NaCl and ABA[1]
- 2013: Modification of plasma membrane proton pumps In cucumber roots as an adaptation mechanism to salt stress[1]